# يكة مرجية
يكة مرجية (الاسم العلمي:Yucca campestris) هي نوع من النباتات تتبع جنس اليكة من الفصيلة الهليونية.